# غمارونيات
الغمارونيات (الاسم العلمي: Gammaridea) هي رتيبة من المفصليات تتبع طائفة اللينات الدرقة من شعبة المفصليات الأرجل             .	

## التصنيفات
تقسم الغمارونيات إلى أثنان دون رتبة وخمسة عشر فصيلة:
- رتيبة الغمارونيات
  - دون رتبة الغماروناوات وتضم 17 فوق فصيلة و11 فصيلة منها:
    - الرتبة الصغيرة غماروسات
      - فوق فصيلة الغمارينات الذي يضم 13 فصيلة منها:
      - الفصيلة الغمارية
      - الفصيلة الدكوية

    - فوق فصيلة الكرانغونينات الذي يضم 6 فصائل منها:
      - الفصيلة الكرانغونية
      - الفصيلة النيفارجية

  - دون رتبة الطلتروسوناوات وتضم فوق فصيلتين هما:
    - فوق فصيلة الطلتروسينات (الاسم العلمي:Talitroidea) الذي يضم 5 فصائل منها:
      - الفصيلة الطلتروسية
      - الفصيلة الهيالية

    - فوق فصيلة الفلياسينات الذي يضم 4 فصائل منها:
      - الفصيلة الفلياسية
      - الفصيلة الهيالية